# Nume punct de acces
Access Point Name (prescurtat APN) este o sintagmă care definește un set de setări necesare pentru a realiza o conexiune la Internet.
Un exemplu des întâlnit este profilul de Internet al telefonului mobil, care, pentru realizarea conexiunii, necesită un APN, un nume de utilizator și o parolă, oferite de către furnizor.
APN este de asemenea utilizat și la soluțiile de internet mobil pentru laptop, puse la dispoziție tot de către furnizorul de servicii.

## APN-urile și alte setări pentru diverși ISP din România
| MCC | MNC | Brand local | Furnizor servicii internet    | APN                   | User                 | Parolă   | Tip APN       | Proxy:port            | Protocol APN | Protocol APN roaming | Tip autentificare |
| --- | --- | ----------- | ----------------------------- | --------------------- | -------------------- | -------- | ------------- | --------------------- | ------------ | -------------------- | ----------------- |
| 226 | 19  | CFR         | Căile Ferate Române           |                       |                      |          |               |                       |              |                      |                   |
| 226 | 05  | Digi Mobil  | Digi Romania                  | internet              |                      |          |               |                       | IPv4         | IPv4                 | PAP               |
| 226 | 05  | Digi Mobil  | Digi Romania                  | prepaid               |                      |          |               |                       | IPv4         | IPv4                 | PAP               |
| 226 | 16  | Lycamobile  | Lyca Mobile SRL               | data.lycamobile.ro    | lmro                 | plus     |               |                       |              |                      |                   |
| 226 | 10  | Orange      | Orange România                | net                   |                      |          | default       |                       | IPv4         | IPv4                 |                   |
| 226 | 02  | Telekom     | Orange Romania Communications | broadband             |                      |          |               |                       |              |                      |                   |
| 226 | 03  | Telekom     | Orange Romania Communications | broadband             |                      |          | default, supl |                       | IPv4         | IPv4                 |                   |
| 226 | 03  | Telekom     | Orange Romania Communications | broadband             |                      |          |               |                       |              |                      |                   |
| 226 | 04  | Telekom     | Orange Romania Communications | broadband             |                      |          |               |                       |              |                      |                   |
| 226 | 06  | Telekom     | Orange Romania Communications | broadband             |                      |          |               |                       |              |                      |                   |
| 226 | 01  | Vodafone    | Vodafone România              | internet.vodafone.ro  | internet.vodafone.ro |          | default,supl  |                       | IPv4         | IPv4                 | PAP               |
| 226 | 01  | Vodafone    | Vodafone România              | live.vodafone.com     | live                 | vodafone | default,supl  |                       | IPv4         | IPv4                 | PAP               |
| 226 | 01  | Vodafone    | Vodafone România              | live.vodafone.com     |                      |          |               |                       |              |                      |                   |
| 226 | 01  | Vodafone    | Vodafone România              | live.vodafone.com     | live                 |          | default,supl  |                       | IPv4         | IPv4                 | PAP               |
| 226 | 01  | Vodafone    | Vodafone România              | live.pre.vodafone.com | live                 | vodafone | default       | 193.230.161.231: 8080 | IPv4         | IPv4                 |                   |